# Anthrenus thoracicus
Anthrenus thoracicus är en skalbaggsart som beskrevs av Melsheimer 1844. Anthrenus thoracicus ingår i släktet Anthrenus och familjen ängrar. Inga underarter finns listade i Catalogue of Life.